# Kwilcz (stacja kolejowa)
Kwilcz – nieczynna stacja kolejowa w Kwilczu, w województwie wielkopolskim, w Polsce. Znajdują się tu 2 perony. Została zbudowana w 1888. 1 czerwca 2002 została zamknięta dla ruchu towarowego; 1 stycznia 2006 została usunięta z ewidencji polskich linii kolejowych.